# Mawtini
"Mawtini" (Em árabe: موطني, "Minha Pátria"), é um poema popular escrito pelo poeta palestino Ibrahim Touqan por volta de 1934 na Palestina, que veio a ser o hino nacional de facto da Autoridade Nacional Palestina. A melodia original foi composta por Muhammad Fuliefil, e ao longo dos anos foi se tornando popular no mundo árabe.
Recentemente, foi adaptada para ser o hino nacional do Iraque, substituindo o antigo hino "Ardulfurataini Watan".